# 사현 (전한)
사현(史玄, ? ~ 기원전 39년)은 전한 후기의 외척으로, 자는 자숙(子叔)이다. 선제의 조모 사양제의 조카이다.

## 생애
선제는 갓난아이 때 조부 여태자가 무고의 난을 일으켜 조부모와 부모를 모두 잃었는데, 병길의 보호로 홀로 살아남아 자랐다. 성장하여 황제로 즉위한 선제는 예전에 자신에게 은혜를 베푼 이들에게 보답하였고, 관내후에 봉해져 있었던 시중(侍中) 사현은 원강 3년(기원전 63년)에 병길·사증·허순·허연수와 함께 열후에 봉해졌다.
평대강후 25년(기원전 39년)에 죽어 시호를 강(康)이라 하였고, 아들 사임이 작위를 이었다.

## 출전
- 사마천, 《사기》
  - 권20 건원이래후자연표
- 반고, 《한서》
  - 권8 선제기
  - 권18 외척은택후표
  - 권97상 외척전 上